# John Ngugi
John Ngugi Kamau (Nyahururu,10 de maio de 1962) foi um atleta queniano corredor de longa distância, vencedor da medalha de ouro nos 5000 m dos Jogos Olímpicos de Seul 88.
Ngugi tornou-se conhecido no cenário internacional como atleta de alto nível ao vencer o Campeonato Mundial de Cross-Country em 1986, torneio que ele venceria por quatro anos consecutivos até 1989. Em Seul, ele venceu os 5.000m completando a prova com uma diferença de mais de trinta metros para o segundo colocado, a maior até hoje, após forçar a prova desde o início imprimindo um ritmo alucinante que não pôde ser acompanhado pelos adversários.
Nos Jogos da Comunidade Britânica em 1990, ele tentaria a mesma tática de forçar a prova no início para abrir uma vantagem inalcançável mas desta vez não conseguiu seu intento, sendo derrotado na linha de chegada por 0,08s de diferença pelo australiano Andrew Loyd.
Esta foi sua última prova num grande torneio internacional. Em 1993, Ngugi se recusou a fazer um teste antidoping durante a temporada e foi suspenso por dois anos, retirando-se então definitivamente do atletismo.